# Technische Reichweite
Die technische Reichweite gibt die Anzahl der Haushalte oder Personen an, die einen Radio- oder Fernsehsender empfangen könnten, wenn sie es wollten.
Ausschlaggebend ist die technisch mögliche Verfügbarkeit eines Kabel-, Internet- oder Telefonanschlusses, eines Rundfunk- oder Satellitensignales worüber das Programm ausgestrahlt wird.
Ob ein Haushalt einen solchen Anschluss besitzt oder die technischen Geräte zum Empfang vorhanden sind, wird dabei nicht berücksichtigt.
Für die Mediaselektion ist die Aussagekraft der technischen Reichweite begrenzt.
Im Gegensatz zu Reichweite der Medien werden bei der technischen Reichweite auch Haushalte erfasst, die den Hör- oder Fernsehsender noch nie eingeschaltet haben.